# Avante (álbum)
Avante (também conhecido como Avante: Ao Vivo em São Paulo) é o primeiro álbum ao vivo da cantora brasileira Joelma, lançado em 28 de abril de 2017 através da Universal Music. Gravado em 9 de novembro de 2016 na casa de shows Coração Sertanejo, em São Paulo, Avante teve produção musical de Tovinho, direção de Anselmo Troncoso e a participação especial das cantoras Ivete Sangalo, Solange Almeida e os três filhos de Joelma. O repertório é formado principalmente por canções de seu álbum de estreia solo Joelma e do EP Assunto Delicado, além de canções da época da Banda Calypso, formada por ela e seu ex-marido Ximbinha entre 1999 e 2015.
"Amor Novo" e "Chora Não Coração" foram lançadas como singles. A divulgação de Avante aconteceu de diversas formas, incluindo apresentações ao vivo em programas de televisão como Legendários, Lady Night, Música Boa Ao Vivo, Domingão do Faustão, Gugu, Eliana, Programa da Sabrina, Adnight Show e Programa do Porchat, além de ingressar na segunda fase da Tour Avante, que apresenta basicamente o mesmo show do DVD e percorreu o Brasil, Cabo Verde e Portugal entre março e setembro de 2017. Em 2023, o projeto foi certificado com ouro pela Pro-Música Brasil (PMB) por ter vendido 40 mil cópias.

## Antecedentes e anúncio
Em entrevistas de 2016, Joelma dizia que gravaria seu primeiro DVD solo no fim do ano. Em dúvida se gravaria em São Paulo ou no Rio de Janeiro, a cantora chegou a cogitar a ideia de gravar um projeto inspirado no álbum ao vivo Banda Calypso pelo Brasil (2006), gravado em cinco capitais brasileiras. Em 23 de agosto de 2016, Joelma anunciou, através de suas contas nas redes sociais, a data da gravação do DVD para 9 de novembro de 2016 em São Paulo, na casa de shows Coração Sertanejo. Apesar das críticas em relação à escolha do local pequeno e da data da gravação ser em uma quarta-feira, os ingressos para o show esgotaram em uma semana. Em outubro, ela anunciou a participação especial das cantoras Solange Almeida e Ivete Sangalo.

## Gravação e produção
O show teve produção musical de Tovinho e direção de Anselmo Troncoso. No palco, o cenário contou com três painéis de LED e uma passarela em formato de bota. Segundo Anselmo, "Todo o foco desse projeto ficou para a Joelma e para os dançarinos. A maioria das performances foi elaborada por ela e ajustamos tudo para o vídeo". A produção envolveu pirotecnia e projeções em 3D. O repertório é formado principalmente por canções de seu álbum de estreia solo Joelma e do EP Assunto Delicado, além de canções da época da Banda Calypso, formada por ela e seu ex-marido Ximbinha entre 1999 e 2015. Por volta das 23h30, Joelma subiu ao palco completamente coberta por uma capa preta. A cantora canta um trecho de "Força Estranha", de Caetano Veloso, antes de tirar o manto preto e revelar um figurino branco com pedrarias e ombreiras com manga. O show então começa ao som de "Game Over", com Joelma acompanhada por dois casais de dançarinos. Na sequência, ela canta "#Partiu", um trecho de "Fala pra Mim" e "Voando pro Pará". Ao longo da gravação, a cantora usou cinco figurinos, sendo um para cada bloco. Na segunda parte, usando um curto vestido azul, ela canta "Não Teve Amor", "Chora Não Coração" e "A Página Virou". Joelma e Ivete Sangalo fazem um dueto na canção inédita "Amor Novo", que chegou a ser repetida cinco vezes, uma vez que as cantoras não tiveram tempo de ensaiar antecipadamente.
No bloco seguinte, foi a vez das baladas "Ai Coração", "Debaixo do Mesmo Céu" e "Assunto Delicado". Joelma e Solange Almeida fazem um dueto em "Mulher Não Chora". Joelma, usando um longo vestido verde com pedrarias, encena e dança tango com um de seus dançarinos em "Você Também Errou". Na sequência, emendou a canção em espanhol "Te Queiro". Em outro momento, Joelma canta "O Amor de Deus" ao lado dos filhos Yago, Yasmin e Natália. O quarto bloco é reservado para os sucessos da Banda Calypso e inclui os hits "Dançando Calypso", "Pra Me Conquistar", "Imagino", "Dudu" e "Temporal". Ao final desta penúltima, Joelma é jogada para cima e rodopia com um de seus dançarinos. Em seguida, a cantora e suas dançarinas sentam-se em três banquinhos colocados no palco e, com movimentos ensaiados, tiram as botas e desamarram a saia de babados, que expõe uma longa saia rodada de carimbó para a apresentação de "Menina do Requebrado". Joelma volta ao palco para o último bloco e interpreta a canção em espanhol "Pa'lante". Em seguida, ela canta e dança com toda a sua equipe uma versão remix de "Não Teve Amor", atrás de uma mesa de DJ no centro do palco. Após encerrar o show, a cantora voltou vestindo o primeiro figurino para repetir as duas primeiras canções do DVD, "Game Over" e "#Partiu", que tiveram falhas na captação do áudio. A gravação terminou por volta das 5h da manhã.

## Singles
"Amor Novo", com participação de Ivete Sangalo, foi lançada como o primeiro single de Avante em 13 de janeiro de 2017, acompanhada por seu vídeo ao vivo, que se tornou o 16⁰ videoclipe com a maior audiência do ano no TVZ. Escolhida para dar continuidade a divulgação do álbum, "Chora Não Coração" tornou-se o segundo single e foi enviada para as estações de rádio em 3 de outubro de 2017.

## Lançamento e promoção
Inicialmente, Fênix seria o título do álbum, mas Joelma preferiu Avante por ser "um nome completo", além de ser o mesmo título de sua primeira turnê solo, com que ela estava percorrendo desde março de 2016. Joelma esteve no Legendários para divulgar o projeto em duas ocasiões: a primeira ocorreu em 10 de março de 2017, onde apresentou "Amor Novo", "Não Teve Amor" e "Voando pro Pará"; a segunda foi em 3 de novembro, onde interpretou "Chora Não Coração", "Amor Novo" e "Não Teve Amor". Ela também compareceu ao Hora do Faro em duas ocasiões: a primeira em 23 de abril de 2017, na qual cantou "Chora Não Coração", "Amor Novo" e "Voando pro Pará"; a segunda em 31 de dezembro, onde performou "Voando pro Pará", "Ai Coração" e "Chora Não Coração". Avante foi lançado em 28 de abril de 2017. Em 1⁰ de maio, esteve no Lady Night, concedendo entrevista à apresentadora Tatá Werneck para tratar do projeto e se apresentando com "Voando pro Pará". No dia 9 do mesmo mês, ela reuniu a imprensa na sede da Vevo, em São Paulo, para promover o lançamento de Avante e realizou um pocket show, onde cantou algumas faixas do álbum. No dia 23 do mesmo mês, algumas faixas do projeto foram incluídas no repertório da cantora no Música Boa Ao Vivo. Cinco dias depois, compareceu ao Domingão do Faustão, onde performou "Dançando Calypso" e "Não Teve Amor", além de cantar "Voando pro Pará" à capela.
Em 26 de julho, o apresentador Gugu Liberato recebeu Joelma em seu programa, onde interpretou "Chora Não Coração", "Amor Novo" e "Voando pro Pará". Quatro dias depois, a cantora esteve no Eliana, onde interpretou "Não Teve Amor e "Voando pro Pará", além de cantar um trecho à capela de "Eu Te Agradeço Senhor". Em 29 de agosto, ela esteve no Sem Censura, onde falou sobre o projeto e exibiu os vídeos ao vivo de "Voando pro Pará" e "Amor Novo", extraídos do DVD. Em 16 de setembro, foi ao ar uma participação de Joelma na telenovela A Força do Querer, onde canta e dança "Menina do Requebrado" com a protagonista Ritinha, vivida pela atriz Isis Valverde. Em 14 de outubro, a cantora esteve no Programa da Sabrina, onde interpretou "Voando pro Pará" e "Chora Não Coração". No dia 25 do mesmo mês, ela compareceu ao Programa do Ratinho , onde cantou as faixas supracitadas e "Dançando Calypso". No dia seguinte, foi uma dos convidados do humorístico Adnight Show, no qual se apresentou com "Chora Não Coração". Em 26 de novembro, compareceu ao Domingo Show, onde interpretou um medley de "Voando pro Pará", "Ai Coração" e "Chora Não Coração". Em 7 de dezembro, esteve no Programa do Porchat, concedendo entrevista e se apresentando com "Chora Não Coração". No dia 21 do mesmo mês, apareceu no Família Record como convidada musical, interpretando diversas faixas do álbum e sucessos anteriores. Dois dias depois, o apresentador Raul Gil recebeu Joelma em seu programa, onde interpretou "Chora Não Coração" e "Não Teve Amor".

### Turnê
A segunda fase da Tour Avante, que estava na estrada desde março de 2016, apresenta basicamente o mesmo show do DVD e percorreu o Brasil, Cabo Verde e Portugal, tendo início em 31 de março de 2017, em Brasília, e sendo encerrada em 10 de setembro do mesmo ano, totalizando 43 apresentações.

## Lista de faixas
| Avante — DVD   |                                                                                      |                                                           |         |  |
| N.º            | Título                                                                               | Compositor(es)                                            | Duração |  |
| 1.             | "Tema de Abertura"                                                                   | Tovinho                                                   | 1:24    |  |
| 2.             | "Game Over"                                                                          | Edilson Morenno Glayse Dominguez                          | 4:26    |  |
| 3.             | "#Partiu"                                                                            | Horácio Neto                                              | 3:16    |  |
| 4.             | "Fala pra Mim"                                                                       | Louro Santos                                              | 1:05    |  |
| 5.             | "Voando pro Pará"                                                                    | Chrystian Lima Isac Maraial Nilk Oliveira Valter Serraria | 3:50    |  |
| 6.             | "Não Teve Amor"                                                                      | Juliano Tchula Marília Mendonça Rangel Castro             | 3:39    |  |
| 7.             | "Chora Não Coração"                                                                  | Marcibrom                                                 | 3:19    |  |
| 8.             | "A Página Virou"                                                                     | Abimael Gomes Leo Gomes                                   | 3:20    |  |
| 9.             | "Amor Novo" (com a participação de Ivete Sangalo)                                    | Edu Luppa Marquinhos Maraial                              | 4:01    |  |
| 10.            | "Ai Coração"                                                                         | Santos Waldecy Moreno                                     | 3:34    |  |
| 11.            | "Mulher Não Chora" (com a participação de Solange Almeida)                           | Lima Neto                                                 | 3:27    |  |
| 12.            | "Debaixo do Mesmo Céu"                                                               | Tchula Mendonça Rodrigo Cavalheiro                        | 3:45    |  |
| 13.            | "Assunto Delicado"                                                                   | Elcio Di Carvalho Tchula Maraisa Mendonça                 | 3:30    |  |
| 14.            | "Você Também Errou"                                                                  | Adilson Ribeiro                                           | 2:47    |  |
| 15.            | "Te Quiero"                                                                          | Cesar Lemos Gianko Gómez Luis Enrique Mejía               | 3:39    |  |
| 16.            | "O Amor de Deus" (com a participação de Yago Matos, Yasmin Mendes e Natália Sarraff) | Carlos Colla Michael Sullivan                             | 6:05    |  |
| 17.            | "Dançando Calypso"                                                                   | Carla Maués Josiel Carvalho                               | 2:46    |  |
| 18.            | "Pra Me Conquistar"                                                                  | Morenno Dominguez                                         | 1:59    |  |
| 19.            | "Imagino"                                                                            | Lima Ivo Lima                                             | 1:10    |  |
| 20.            | "Dudu"                                                                               | Tonny Brasil                                              | 2:30    |  |
| 21.            | "Temporal"                                                                           | Brizola                                                   | 1:53    |  |
| 22.            | "Menina do Requebrado"                                                               | Firmo Cardoso Flávio Cristiano                            | 3:32    |  |
| 23.            | "Pa'lante"                                                                           | Lemos Jorge L. Piloto Karla Aponte                        | 3:45    |  |
| 24.            | "Não Teve Amor" (remix)                                                              | Tchula Mendonça Castro                                    | 3:24    |  |
| Duração total: | Duração total:                                                                       | Duração total:                                            | 1:16:06 |  |

| Avante — Conteúdo extra do DVD |                |         |  |
| N.º                            | Título         | Duração |  |
| 25.                            | "Making Of"    | 10:58   |  |
| Duração total:                 | Duração total: | 1:27:04 |  |

| Avante — CD    |                                                                                      |         |  |
| N.º            | Título                                                                               | Duração |  |
| 1.             | "Game Over"                                                                          | 4:26    |  |
| 2.             | "#Partiu"                                                                            | 3:13    |  |
| 3.             | "Voando pro Pará"                                                                    | 3:23    |  |
| 4.             | "Não Teve Amor"                                                                      | 3:11    |  |
| 5.             | "Chora Não Coração"                                                                  | 3:25    |  |
| 6.             | "Amor Novo" (com a participação de Ivete Sangalo)                                    | 3:38    |  |
| 7.             | "Ai Coração"                                                                         | 3:31    |  |
| 8.             | "Mulher Não Chora" (com a participação de Solange Almeida)                           | 3:02    |  |
| 9.             | "Debaixo do Mesmo Céu"                                                               | 3:47    |  |
| 10.            | "Assunto Delicado"                                                                   | 3:27    |  |
| 11.            | "Te Quiero"                                                                          | 3:36    |  |
| 12.            | "O Amor de Deus" (com a participação de Yago Matos, Yasmin Mendes e Natália Sarraff) | 5:41    |  |
| 13.            | "Menina do Requebrado"                                                               | 3:08    |  |
| 14.            | "Pa'lante"                                                                           | 3:38    |  |
| Duração total: | Duração total:                                                                       | 51:06   |  |

## Vendas e certificações
| Região                                                        | Certificação | Vendas  |
| ------------------------------------------------------------- | ------------ | ------- |
| Brasil (Pro-Música Brasil)                                    | Ouro         | 40,000‡ |
| ‡vendas+valores de streaming baseados somente na certificação |              |         |

## Extended play(EP)
Avante é o terceiro extended play (EP) da cantora brasileira Joelma, lançado em 14 de abril de 2017 através da Universal Music como uma prévia do álbum homônimo.

### Lista de faixas
| N.º            | Título              | Compositor(es)                                            | Duração |  |
| 1.             | "#Partiu"           | Horácio Neto                                              | 3:13    |  |
| 2.             | "Voando pro Pará"   | Chrystian Lima Nilk Oliveira Isac Maraial Valter Serraria | 3:23    |  |
| 3.             | "Não Teve Amor"     | Juliano Tchula Marília Mendonça Rangel Castro             | 3:11    |  |
| 4.             | "Chora Não Coração" | Marcibrom                                                 | 3:25    |  |
| Duração total: | Duração total:      | Duração total:                                            | 13:12   |  |

### Desempenho nas paradas musicais
| Parada musical (2017)          | Melhor posição |
| ------------------------------ | -------------- |
| Brasil (Ranking iTunes Brasil) | 38             |